# Torneo WTA de San Petersburgo 2021
El St. Petersburg Ladies Trophy 2021 fue un torneo profesional de tenis femenino jugado en cancha dura bajo techo. Fue la sexta edición de este torneo y formó parte del WTA Tour en 2021. Se llevó a cabo en San Petersburgo, Rusia desde el 15 al 21 de marzo.

## Cabezas de serie

### Individuales femenino
| Tenista                  | Ranking | Preclasificada |
| Ekaterina Alexandrova    | 33      | 1              |
| Veronika Kudermétova     | 34      | 2              |
| Fiona Ferro              | 39      | 3              |
| Svetlana Kuznetsova      | 41      | 4              |
| Anastasia Pavlyuchenkova | 43      | 5              |
| Jeļena Ostapenko         | 51      | 6              |
| Kristina Mladenovic      | 53      | 7              |
| Daria Kasátkina          | 58      | 8              |

- Ranking del 8 de marzo de 2021.[1]

### Dobles femenino
| Tenista                                | Ranking | Preclasificada |
| Nadiia Kichenok Raluca Olaru           | 98      | 1              |
| Kaitlyn Christian Sabrina Santamaria   | 130     | 2              |
| Makoto Ninomiya Renata Voráčová        | 132     | 3              |
| Lidziya Marozava Aliaksandra Sasnovich | 134     | 4              |

## Campeones

### Individual femenino
Daria Kasátkina venció a  Margarita Gasparyan por 6-3, 2-1, ret.

### Dobles femenino
Nadiia Kichenok /  Raluca Olaru vencieron a  Kaitlyn Christian /  Sabrina Santamaria por 2-6, 6-3, [10-8]